# かみゆうべつチューリップ公園
かみゆうべつチューリップ公園（かみゆうべつチューリップこうえん、英語：Kamiyubetsu Tulip Park）は、北海道紋別郡湧別町にある都市公園である。ガーデンアイランド北海道（GIH）登録ガーデン。

## 概要
約200品種のチューリップが約120万本植栽されており、チューリップ生産の盛んなオランダや富山県から毎年新品種を導入している。チューリップ作付面積は7万平方メートル（7ヘクタール）に及び、これは公園総面積の56%に相当する。
公園中央には風車展望台が設置されており、園内を一望出来るほか、園内周遊バス「チューピット号」が運行されている（1周約15分）。また、チューリップの原種を集めた花壇や、オランダ製のジャンボ木靴などの展示物なども有る。
2023年に北海道出身のシンガーソングライター、半﨑美子が「チューリップ応援大使」に任命され、公園の知名度アップに貢献している。
かみゆうべつチューリップフェア開催期間中（約1か月）のみ開園している。開園期間中の天候とチューリップの開花状況に左右されやすいが、見頃は5月20日前後で、年間来園者数は10万人を数える年もある。
- 開園期間 - 5月1日～5月31日（かみゆうべつチューリップフェア開催期間）
- 開園時間 - 8:00～18:00（入園受付は17時30分まで）
- 入園料[注 1] - 大人（高校生以上）:600円、小人（小中学校）:300円、幼児:無料
  - シーズン券（期間フリーパスポート）が大人1000円、小人500円で販売されている。

## 利用状況
| 年度               | 来園者数 | 出典    |
| ------------------ | -------- | ------- |
| 2009年（平成21年） | 78,000   | [ * 2 ] |
| 2010年（平成22年） | 81,000   | [ * 2 ] |
| 2011年（平成23年） | 71,000   | [ * 3 ] |
| 2012年（平成24年） | 59,000   | [ * 4 ] |
| 2013年（平成25年） | 61,000   | [ * 5 ] |
| 2014年（平成26年） | 60,000   | [ * 6 ] |
| 2015年（平成27年） | 63,000   | [ * 7 ] |
| 2016年（平成28年） | 66,273   | [ * 8 ] |
| 2017年（平成29年） | 68,409   | [ * 9 ] |
| 2018年（平成30年） | 70,545   | [ * 1 ] |

## ギャラリー

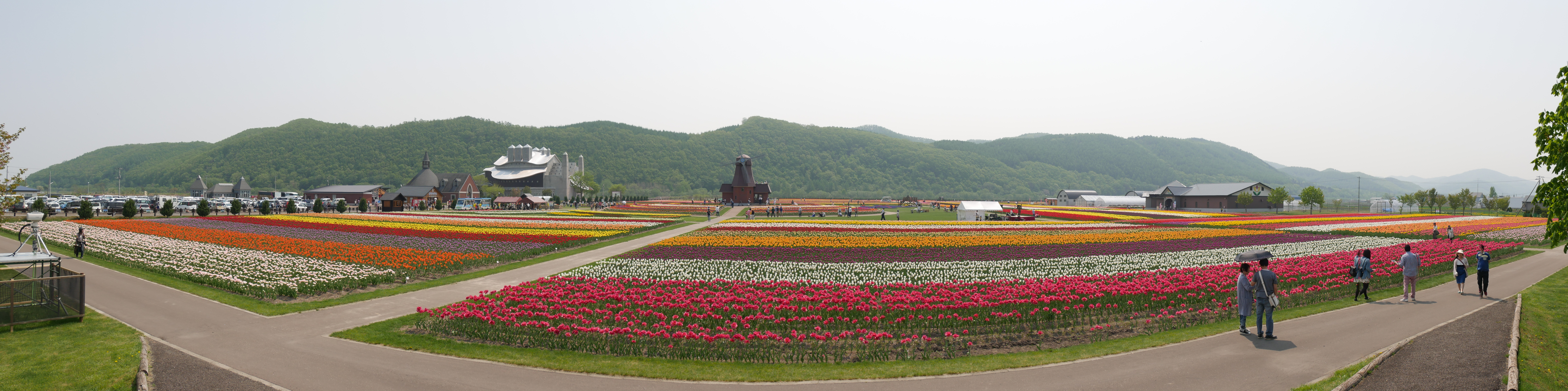
園内パノラマ写真（2016年5月）

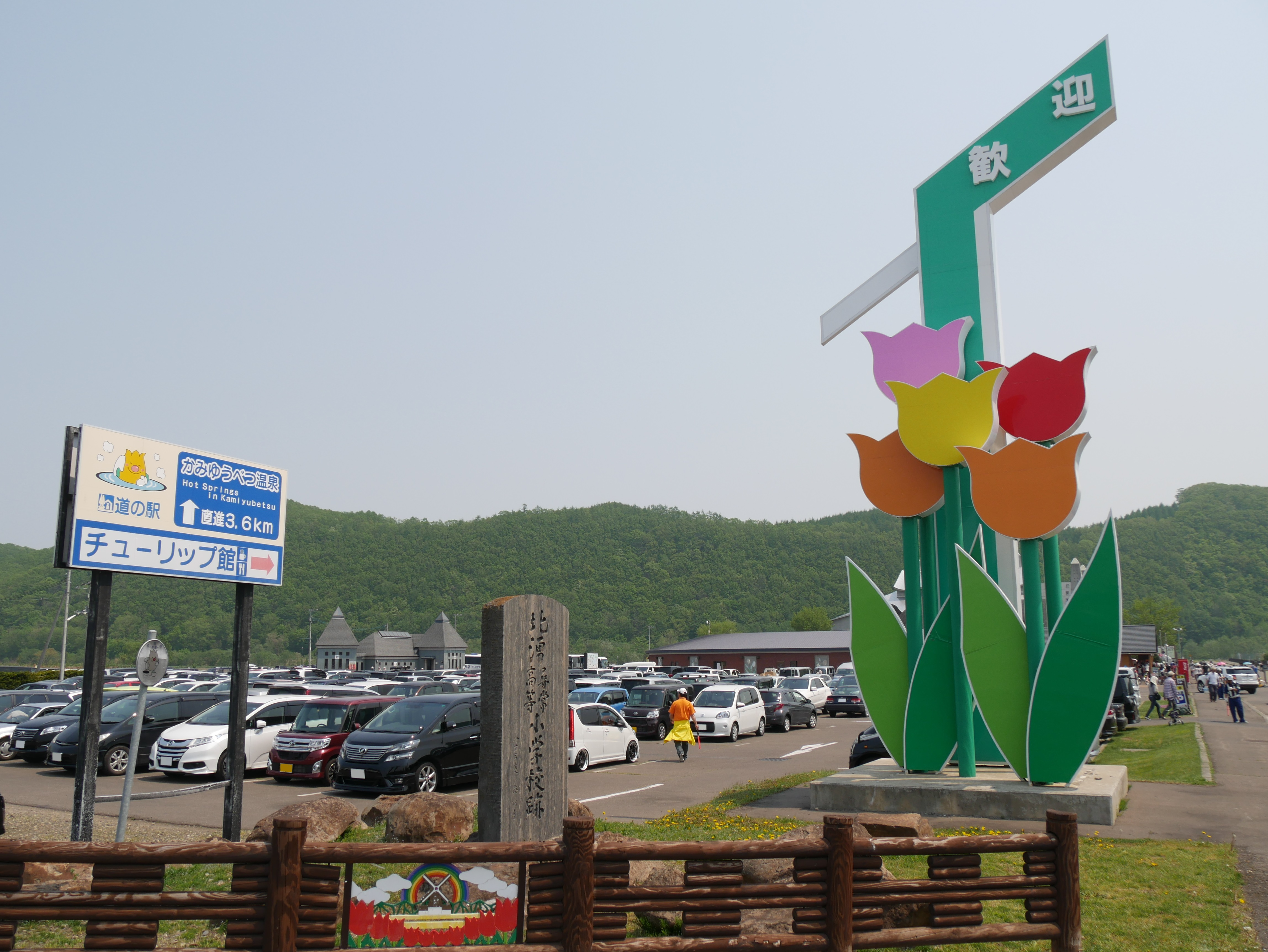
公園入口・駐車場 （2016年5月）
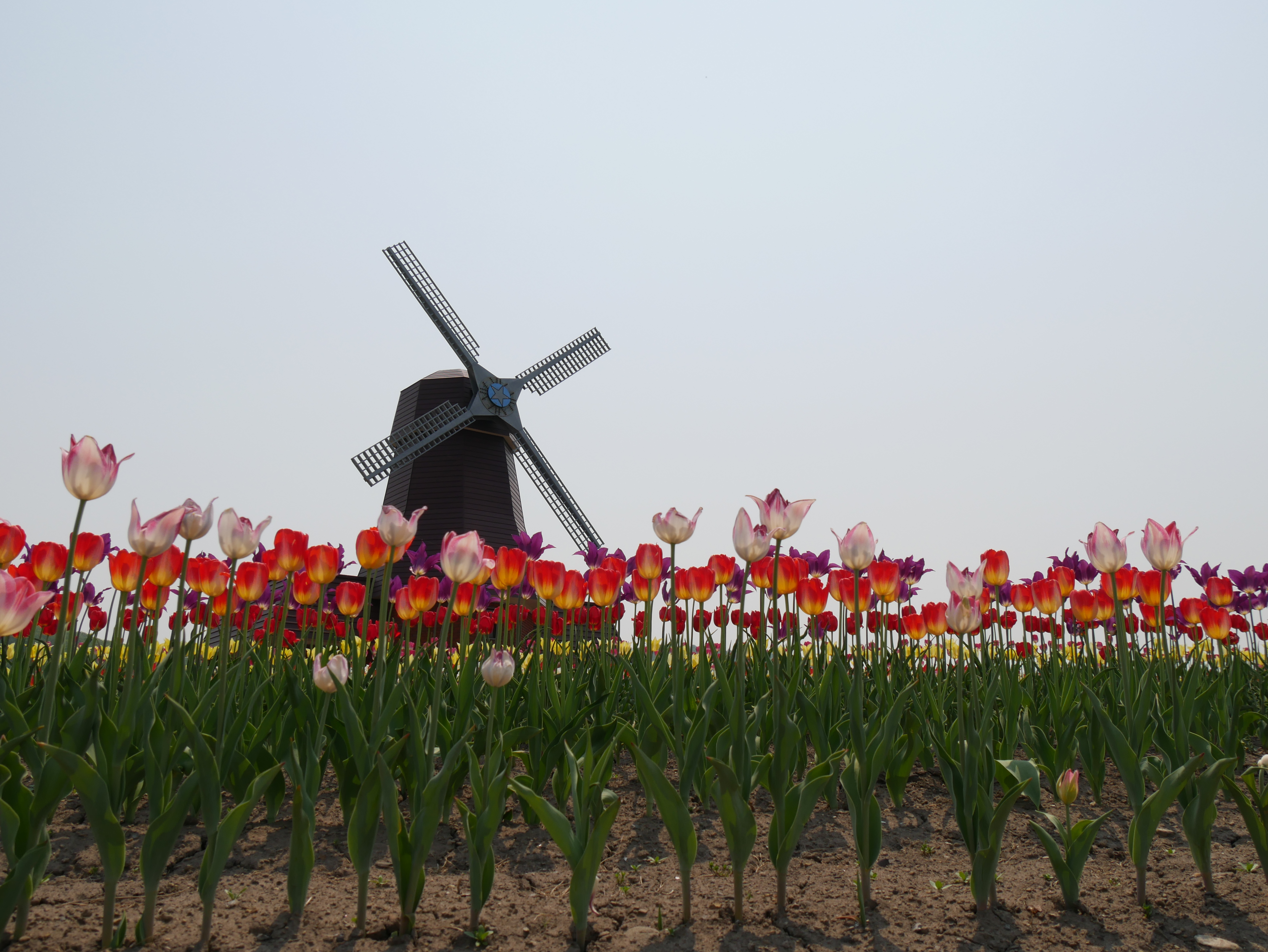
チューリップと風車 （2016年5月）

## 周辺
- 国道242号
- 湧別町役場上湧別庁舎
- 遠軽地区広域組合消防署上湧別出張所・リサイクルセンター
- 湧別町立郷土博物館「ふるさと館JRY」
- 上湧別郵便局
- 湧別町立上湧別中学校

## 交通アクセス
鉄道
- JR北海道（北海道旅客鉄道）石北本線遠軽駅から車・バスで15分。

バス
- 北海道北見バス湧別・紋別線「チューリップ公園停留所」下車徒歩3分。

飛行機
- オホーツク紋別空港から車・バスで30分。
- 女満別空港から車・バスで1時間30分。

車両
- 旭川紋別自動車道遠軽インターチェンジから約25分。